# Stelis brittoniana
Stelis brittoniana är en orkidéart som beskrevs av Robert Allen Rolfe. Stelis brittoniana ingår i släktet Stelis och familjen orkidéer. Inga underarter finns listade i Catalogue of Life.